# 阿佐ヶ谷文士村
阿佐ヶ谷文士村(あさがやぶんしむら）は、昭和時代を中心に東京府豊多摩郡杉並町阿佐ヶ谷（現在の杉並区阿佐ヶ谷地域）に文筆家などが集い、いわゆる文士村が形成された地域の呼称である。

## 概要
阿佐ヶ谷文士村の歴史は、阿佐ヶ谷地域に中央線の鉄道駅（阿佐ケ谷駅）が1922年に開設され徐々に住宅地としてその姿を見せ始めたころから始まった。翌年に起った関東大震災は、東京市内を壊滅させて、家を求めて中央線沿線に多くの人が流れ込むようになった。その流れに乗り、文士達も当地界隈に住むようになったのが発端と言われている。1927年には後に阿佐ヶ谷文士村の中心人物にあたる井伏鱒二が荻窪の地に住み、阿佐ヶ谷界隈にもよく顔を出すようになる。その後、井伏などに影響され太宰治など多くの文士がこの阿佐ヶ谷の界隈の地に住むようになる。その代名詞的存在なのが「阿佐ヶ谷会」と呼ばれている会合で、当初は将棋会、戦後は飲み会として多くの文士達が交流を深めた。この交流は1970年代まで続いた。

## 歴史

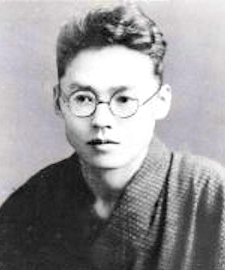
井伏鱒二

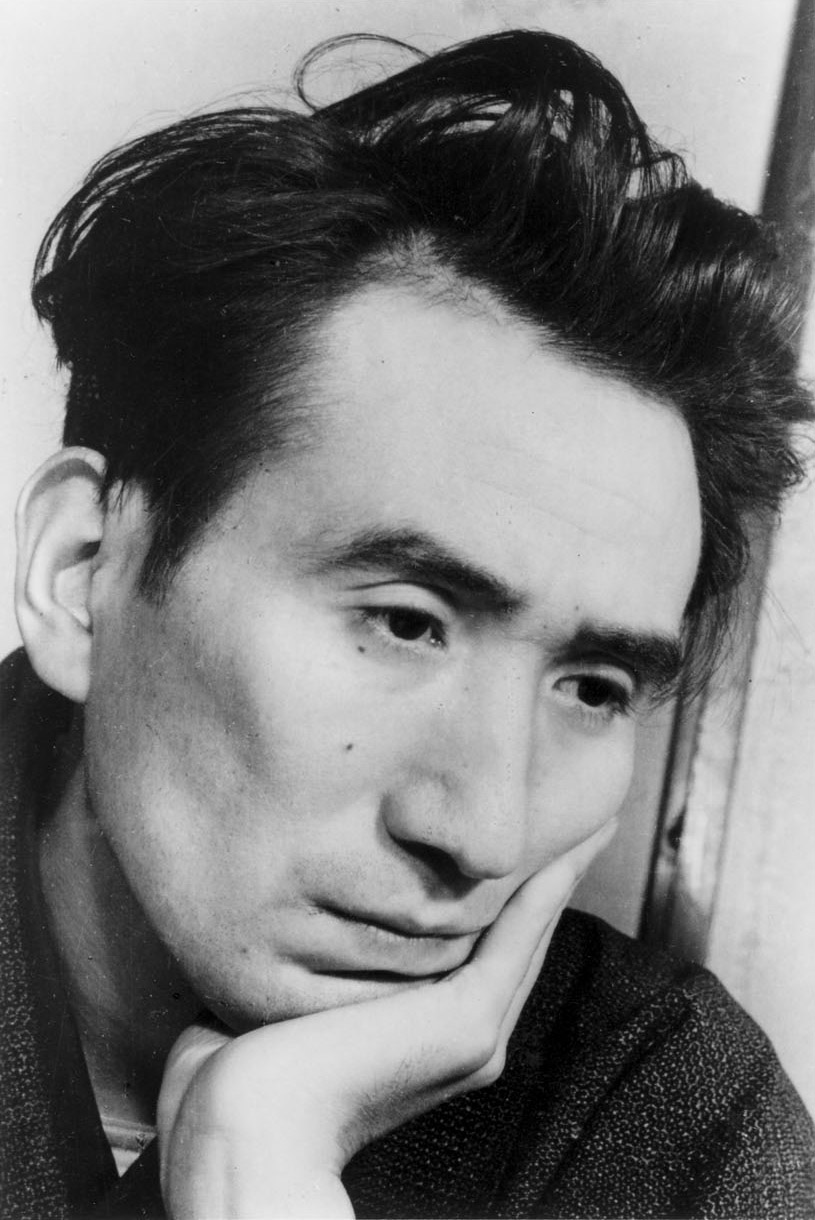
太宰治

### 様々な文士達の交流
1922年の中央線阿佐ケ谷駅の開業および翌年の関東大震災は、阿佐ヶ谷を始め中央線沿線の街を住宅地へと変えていった。それに伴い多くの若手文士達も当地界隈に住むようになった。
まず1927年頃に川端康成や横光利一そして大宅壮一などが阿佐ヶ谷界隈に住居を構える。彼らに続くように、当時興隆していた多くのプロレタリア系の作家が高円寺や阿佐ヶ谷界隈に住居を構えプロレタリア文学の一翼を担った。一方で新興芸術派なとの文士達も多く住み様々な立場の文士が住んでいた。
当時（1929年頃）は、プロレタリア文学の全盛期で、プロレタリア文学の雑誌は売れ行きが好調なものの、芸術派など非プロレタリア派の文学雑誌は売れ行きは好調でなかったと言われている。
そのような芸術派の人物の代表格が井伏鱒二で後に阿佐ヶ谷文士村の中心的な存在になる人物である。井伏は1927年に当時の井荻町に住居を構えた。
そして、いつも阿佐ヶ谷駅前にあった支那料理店（中華料理店）「ピノチオ」で酒を飲んでいたと言われている。当時の井伏は左傾化する事を拒み、プロレタリア系の雑誌に投稿していなかったため、生活は芳しくなかった。やがて井伏が常連だったピノチオには井伏と同じような境遇の中央線沿線の在住の文士達が集うようになってきたと言われている。
この料理店は阿佐ヶ谷界隈の文士達のいわば社交場で、後に「阿佐ヶ谷会」なる文士達による将棋の集いが当店で開かれるようになっていった（後述）。
さらに阿佐ヶ谷文士達の間に流行った骨董ブームでその立役者ともいえる青柳瑞穂も当地に住居を構えたり、蔵原伸二郎も阿佐ヶ谷に住居を構える等様々な立場の人物も住んでいた。

### プロレタリア文学の衰退と同人誌

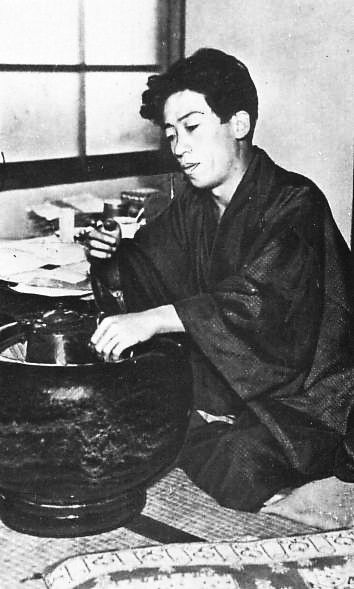
小林多喜二

当時興隆を極めていたプロレタリア文学に対抗しようと芸術派たちの作家は同人誌などを作って、作品発表の場を設けていた。1928年には井伏ら阿佐ヶ谷界隈の文士達が中心となって、「文芸都市」という雑誌を発刊。同誌には井伏の出世作「山椒魚」も掲載された。しかし、波に乗れず翌年には廃刊に至っている。
1930年代に入ると治安維持法などが強化されて、それまで興隆を極めたプロレタリア文学は徐々にその立場は苦しくなっていく。当時の阿佐ヶ谷界隈には、小林多喜二など幾人ものプロレタリア系の作家が依然として住んでいたが、1931年の満州事変などでついに大弾圧が始まった。そして、1933年、転向を拒んだ小林多喜二は虐殺される。翌1934年にはプロレタリア文学の屋台骨であった作家同盟は解体。プロレタリア文学は衰退していった。
一方で、それまでプロリタリア文学にもモダニズム文学にも所属していなかった文士達の作品に徐々にスポットが当てられるようになった。やはりそれは、同人誌というスタイルで作品を発表していった。
阿佐ヶ谷界隈の文士達は1931年に「雄鶏」（後に「麒麟」）という雑誌を創刊。創刊に蔵原伸二郎や田畑修一郎などが関わった。そして、1934年にはいくつかの雑誌と合同され「世紀」となった。しかし、「世紀」も翌年に解散。その後は、「世紀」から引き継いだ「日本浪漫派」（1935年創刊。創刊には保田與重郎ら阿佐ヶ谷界隈の文士も関わっている）や「人民文庫」といった同人誌が創刊されるが、いずれも阿佐ヶ谷界隈にいた文士で元はプロリタリア文学の作家であったがその後転向したという作家も多かったという。

### 阿佐ヶ谷会
「阿佐ヶ谷会」とは、井伏鱒二らが中心となって開かれていた文士達の会合である。昭和の初めころから阿佐ヶ谷界隈の文士達が集まって酒を酌み交わしていたり、将棋を指していたりしたが、記録に残っている最初の「阿佐ヶ谷会」は1938年3月3日の井伏鱒二が直木賞をもらった時のお祝いで開かれた将棋大会である。井伏の将棋好きは文士達の間では有名で将棋大会をメインに二次会に飲食会行うといった形の親睦会であった。メンバーは、外村繁や青柳瑞穂、そして井伏を慕い1933年から荻窪の地に住んでいた太宰治など、阿佐ヶ谷文士村に欠かせない数多くのメンバーであった。会場は、青柳瑞穂の家や阿佐ヶ谷駅前の支那料理店（中華料理店）「ピノチオ」の離れで行われていた。井伏は太宰を始め多くの文士から慕われ、兼ねてより家には阿佐ヶ谷文士達の来訪を受け、いつしか中心的な存在になっていたという。
そうした事もあって阿佐ヶ谷会には後に活躍することになる多くの文士達が集まっていた。阿佐ヶ谷会は将棋大会の他に、美術品鑑賞会の会合もありバラエティに富んだ内容で、戦前から戦後にかけて阿佐ヶ谷文士村の交流に欠かせない存在であった。
しかし、やがて戦争の色が濃くなり、「阿佐ヶ谷会」は1940年に「文芸懇話会」と一時的に名を変え、様相も変わっていく。やがて、井伏を始め多くの文士達が徴兵され、南方などに出向く事になる。阿佐ヶ谷会の会合もだんだんと参加者が減っていた。会は1943年に一時的に終わっている。

### 戦後

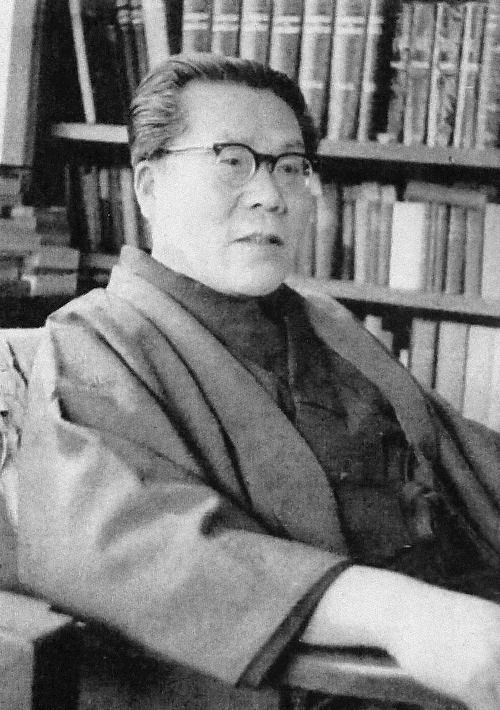
河盛好蔵

1944年から1945年は阿佐ヶ谷界隈も激しい戦禍に巻き込まれた。1943年に日本へ帰ってきた井伏ら多くの文士らは空襲を避けるため、阿佐ヶ谷の地を離れた。
第二次世界大戦により阿佐ヶ谷を始め、杉並界隈も大きな被害を受けたが、1947年頃から文士達も阿佐ヶ谷の地に戻り、1948年頃から再び「阿佐ヶ谷会」は開かれた。戦後は以前の将棋大会から純然たる飲み会や親睦会へと会の内容は変わり、戦後になって阿佐ヶ谷界隈に住むようになった文士やジャーナリスト、学者なども加わるようになった。住んでいる場所も阿佐ヶ谷など杉並区内だけではなく、世田谷区や八王子市から来る人もいた。場所は主に青柳瑞穂の家であった。戦後になるにつれてメンバーもかつての貧乏文士から一流作家へと成長したものも多く、会も華やかなものになったが、肩のこらない気楽な会合であったと言われている。
1960年代も「阿佐ヶ谷会」は数か月に一回程度の割合で開かれていたが、このころ既に昭和初期頃の文士村における交流とは性質を異にしていた。1971年に自宅を会場として提供していた青柳瑞穂が死去。1972年に最後の「阿佐ヶ谷会」が開かれて阿佐ヶ谷文士村の歴史は終わったものとされている。

## 阿佐ヶ谷文士村を形成していた主な文士・芸術家
※一時的に滞在していた文士・芸術家を含む。
- 井伏鱒二
- 太宰治
- 青柳瑞穂
- 上林暁
- 田畑修一郎
- 外村繁
- 中谷孝雄
- 三好達治
- 伊藤整
- 小田嶽夫
- 古谷綱武
- 木山捷平
- 小林秀雄
- 横光利一
- 川端康成
- 林房雄
- 小林多喜二
- 立野信之
- 保田與重郎
- 亀井勝一郎
- 河盛好蔵
- 中島健蔵
- 臼井吉見
- 中野好夫
- 新庄嘉章
- 村上菊一郎
- 巖谷大四
- 石井桃子
- 伊馬春部
- 大倉桃郎
- 大田黒元雄
- 大宅壮一
- 小川未明
- 恩地孝四郎
- 川﨑小虎
- 北原白秋
- 金田一京助
- 小島烏水
- 芝木好子
- 渋川驍
- 下村千秋
- 住井すゑ
- 田河水泡
- 田部重治
- 谷川徹三
- 田宮虎彦
- 近松秋江
- 津田青楓
- 戸坂潤
- 徳川夢声
- 富田常雄
- 中川一政
- 中谷孝雄
- 中山省三郎
- 新居格
- 額田六福
- 橋本明治
- 葉山嘉樹
- 日夏耿之介
- 福田清人
- 藤原審爾
- 前田夕暮
- 三木清
- 棟方志功
- 与謝野晶子
- 与謝野鉄幹
- 淀野隆三
- 蔵原伸二郎
- 火野葦平
- 安成二郎

## 阿佐ヶ谷文士村に関する著作
- 村上護『阿佐ケ谷界隈 文壇資料』講談社、1977年。下記の参考文献は新版
- 杉並区立郷土博物館編『阿佐ヶ谷界隈の文士展』1989年
- 杉並区立郷土博物館編『井伏鱒二追悼特別展』1994年
- 杉並区立郷土博物館編『井伏鱒二と「荻窪風土記」の世界』1998年
- 杉並区立郷土博物館編『杉並文学館ー井伏鱒二と阿佐ヶ谷文士ー』2000年
- 『「阿佐ヶ谷会」文学アルバム』青柳いづみこ・川本三郎監修、幻戯書房 2007年
- 井伏鱒二『荻窪風土記』新潮社 1982年 のち文庫
- 真尾悦子『阿佐ヶ谷貧乏物語』筑摩書房、1994年。敗戦直後の姿を描く
- 青柳いづみこ『阿佐ヶ谷アタリデ大ザケノンダ　文士の町のいまむかし』平凡社、2020年

## 阿佐ヶ谷文士村に関する施設
- 杉並区立阿佐谷図書館 - 杉並区による公立図書館。一角に「阿佐ヶ谷文士村コーナー」がある。[42]
- 杉並区立郷土博物館 - 杉並区にある郷土博物館。一角に杉並に暮らした文化人や「『荻窪風土記』の世界」などの展示がある[43]。また「杉並文学館」では特別展・企画展の合間に準常設展として「阿佐ヶ谷会」の文士の業績を紹介している[44]。

## 註釈
1. ↑  村上護 1993, p. 1や杉並区立郷土博物館 2000, p. 21などが示しているように阿佐ヶ谷文士村の特徴として文士は阿佐ヶ谷界隈に集ったものの、鉄道（中央線）が利用できるため居住地は阿佐ヶ谷以外にも隣の高円寺駅や荻窪駅など比較的近隣にも分散していた。その例として、中心人物である井伏鱒二は阿佐ヶ谷によく顔を出していたものの、居住地は荻窪である。
2. ↑  杉並区立阿佐谷図書館 1993が示している通り、「阿佐ヶ谷文士村」という呼称は杉並区立阿佐谷図書館が開館した1993年に杉並区によって命名された比較的新しい名前である。
3. ↑  杉並区立郷土博物館 2000, p. 21によると、後年井伏鱒二の回想録として、当時のこの付近の借家の家賃の安さが多くの文士達が来るきっかけの一つであったとも語っている。また、村上護 1993, p. 3は、当時の文士達は概して貧乏で生活にも困っていたというような状況だったという指摘している。
4. ↑  小林の葬儀は馬橋（現在の阿佐ヶ谷）にある自宅で執り行われたが、警察の厳重警備によりほとんどの人が葬儀に参列できなかったと言われている[19]。
5. ↑  杉並区立郷土博物館 2000, p. 23などにも指摘されている通り、当時は商業雑誌というものが存在せず、新鋭の作家たちは自分たちの力で共同で雑誌を作り、作品を発表して世に認めてもらうという手段くらいしかなかったと言われている。その際連絡や話し合いの場を設けるのに物理的な移動が便利なので、同一地域にこぞって作家たちが住んでいたのがこうした文士村形成の要因のひとつとも言われている。
6. ↑  阿佐ヶ谷の地に留まったのは青柳瑞穂、外村繁、上林暁のみである[35]。